# Stadio Çaykur Didi
Lo stadio Çaykur Didi, già noto come stadio municipale di Rize (in turco Rize Şehir Stadyumu), è un impianto sportivo situato a Rize, in Turchia.
Usato prevalentemente per il calcio, è lo stadio di casa del Çaykur Rizespor Kulübü
L'impianto ha una capienza di 15 558 posti a sedere ed è omologato per la Süper Lig. Il campo da gioco è completamente in erba naturale e misura 65x105 m.

## Caratteristiche
- Copertura: totale
- posti a sedere: 15 558
- Tribuna VIP: ?
- Tribuna stampa: ?
- Capacita totale: 15 558
- Parcheggio auto: ?
- Parcheggio autobus: ?